# Rudi machts möglich
Rudi machts möglich lautete der Titel einer Fernsehshow, die 1984 von der ARD produziert wurde und dann auf den Dritten Programmen ausgestrahlt wurde. Moderator der halbstündigen Show war Rudi Carrell, assistiert von Heinz Eckner.

## Konzeption
Gedacht war die Sendung als eine Show zur Überraschung von Kindern, die besondere Wünsche und Träume hatten. So wurde es z. B. einem Mädchen ermöglicht, einem Tag auf einer Ritterburg zu verbringen. Vieles aus der Show fand sich später bei „Die Rudi Carrell Show – Laß Dich überraschen“ wieder.
Insgesamt jedoch wurde die Sendung nach nur einigen Folgen wieder abgesetzt, da sie sich beim Publikum nicht etablieren konnte. Deshalb verzichtete die ARD auch darauf, die Show in ihr erstes Programm aufzunehmen.
Vorbild für die deutsche Show „Rudi machts möglich“ war die britische Produktion „Jim will fix it“, die in Großbritannien sehr erfolgreich war. Sie lief im britischen Fernsehen von 1975 bis 1994 und wurde von Jimmy Savile moderiert, der zusammen mit Roger Ordish die Reihe konzipierte.